# Silina
Silina is een bestuurslaag in het regentschap Nias Selatan van de provincie Noord-Sumatra, Indonesië. Silina telt 140 inwoners (volkstelling 2010).